# An-26 (航空機)
An-26/Ан-26
チュコート・アヴィアのAn-26B
- 用途：多目的輸送機、貨物機、旅客機
- 設計者：第473国家特別試作設計局
- 製造者：第473工場
- 運用者

-  アエロフロート・ソ連航空
-  ウクライナ航空
-  ウクライナ空軍
-  ベラルーシ空軍及び防空軍
-  ポーランド空軍
-  ロシア空軍他

- 初飛行：1969年5月21日
- 生産数：1,402機[1]
- 生産開始：1969年8月29日
- 運用開始：1975年5月26日（ソ連空軍にて）
- 運用状況：現役

An-26（アントノフ26；ウクライナ語：Ан-26アーン・ドヴァーッツャチ・シースチ；ロシア語：Ан-26アーン・ドヴァーッツァチ・シェースチ）は、ソ連・ウクライナ共和国のキエフ機械製作工場（KMZ；現ウクライナのANTK アントーノウ）で開発された小型双発多目的輸送機である。北大西洋条約機構（NATO）が用いたNATOコードネームでは「カール」（"Curl"）と呼ばれた。

## 概要

### 開発
軍用輸送機An-26の開発は、O・K・アントーノフの第473国家特別試作設計局（OKB-473；のちのANTK アントーノウ）で1964年に開始された。計画は、主任設計技師V・A・ガルヴァルトによって推進され、An-24T貨物機の発展型として設計された。その設計に当たっては、大型貨物の収納のため尾部の設計が改められ、大型のランプが設置された。このランプは、ハッチの気密性を保つことができた。また、車両などの乗降の際には機体下部に降ろすことによりタラップとして使用可能であった。このランプのおかげで、貨物自動車の車体ごと貨物を積載することが可能になり、また、空中から物資を投下することも容易になった。ランプは、もともと中型輸送機のAn-40のために開発されたもので、8ヶ国で使用許可を受けた。An-40は開発中止となったが、そのランプはAn-26に適用されることとなった。空力特性を改善するため、機体尾部の貨物ハッチの両脇には鶏冠状の小翼が設けられた。

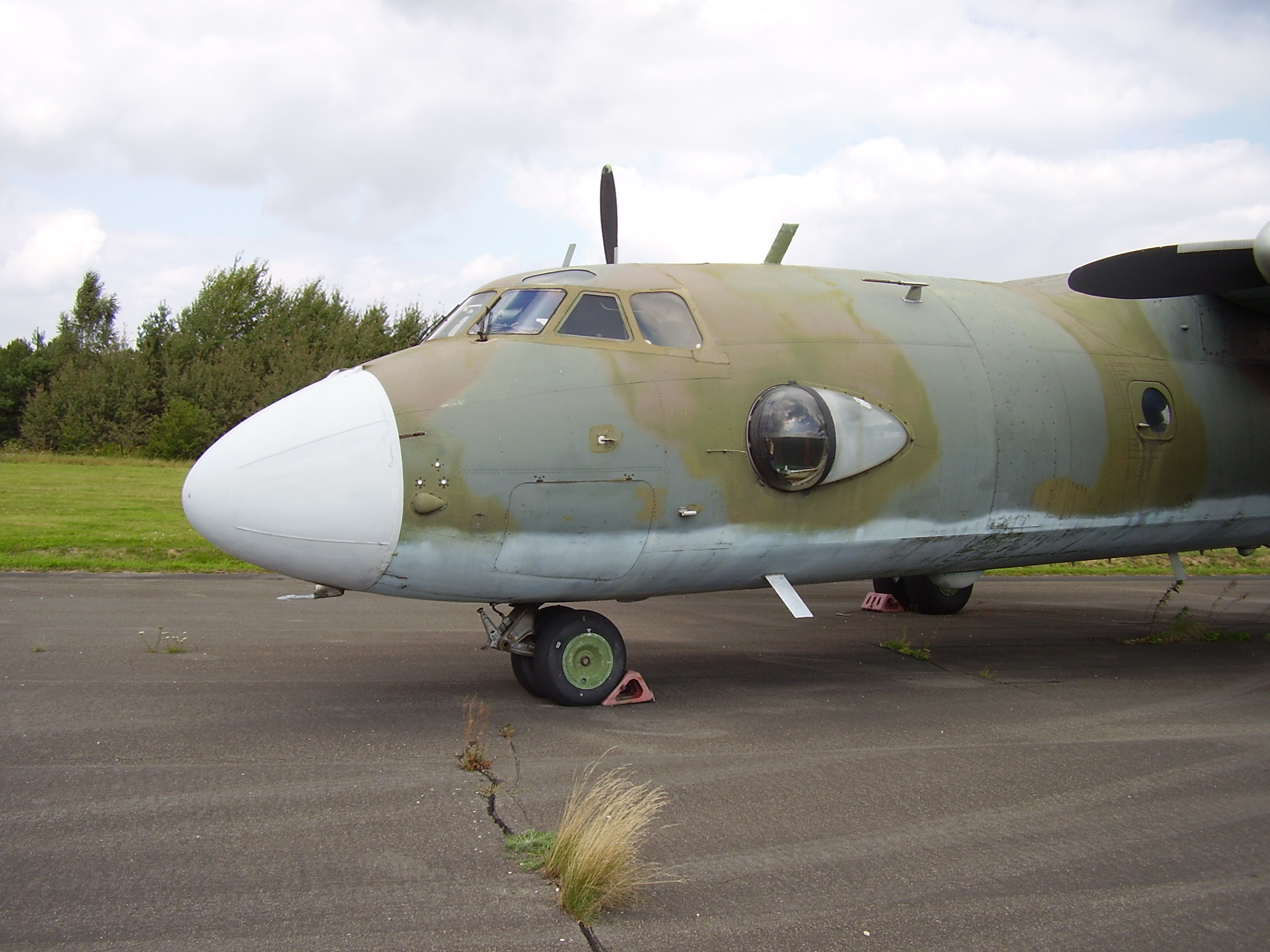
ドイツ空軍のAn-26

1968年3月12日には、空軍と航空産業省でAn-26の完成の決定が下された。貨物積載量は24tと定められ、そのため主翼強度が補われ、より強力なエンジンであるAI-24VTが搭載されることとなった。踏破力向上のため、An-26には試作中であった新型の高断面車輪を備える降着装置KT-157が採用されることとなった。1968年の1月-5月の間にすべての技術書類が整えられ、工場に渡された。12月20日には試作初号機が製造された。1969年4月にはYa・G・オルローフが主任技師に任命された。1969年5月21日には、テストパイロットのYu・N・ケートフの操縦によりAn-26は初飛行に成功した。1週間後には、試作2号機が飛行した。すぐさま、この機体はフランス・パリ郊外のル・ブルジェ空港で開催された航空サロンに出展された。国家試験は空軍科学試験研究所と合同で実施され、1970年9月21日に終了した。構造を検討した結果、ランプの補強、操縦席左側のキューポラ型側窓の設置、排出用パラシュートの動索接収機の設置といった修正が加えられることとなった。量産化は、1968年からキエフ機械製作工場（旧第473試作設計局）で限定的に開始された。1969年8月29日には、最初の量産型機が機械組立工場から姿を現した。本格的な量産が開始されたのは1970年のことであった。この年には同時に、最初の量産型機がサラートフ州のバラショーフ操縦士高等軍事航空学院第606練習航空連隊に納入された。1975年5月26日には、第106号国防省指令によって正式に軍に採用された。1973年からは、アエロフロートにて運航が開始された。
An-26は、物資の輸送や人員輸送、軍用車両の輸送に用いられた。通常の兵士の場合は39名、パラシュート降下兵では30名を輸送でき、自走砲のASU-57やSD-85、GAZ-69やUAZ-469といった小型自動車、120mm迫撃砲といった重火器類を搭載できた。空中からは降下兵や物資を尾部のランプよりパラシュートで投下できた。補助的な爆撃機としても使用でき、実戦でも爆撃用途に使用されている。機体は良好な飛行特性を持ち、運用範囲は広く、構造が単純で整備に適しており、高い信頼性を持っていた。

### 製造と運用

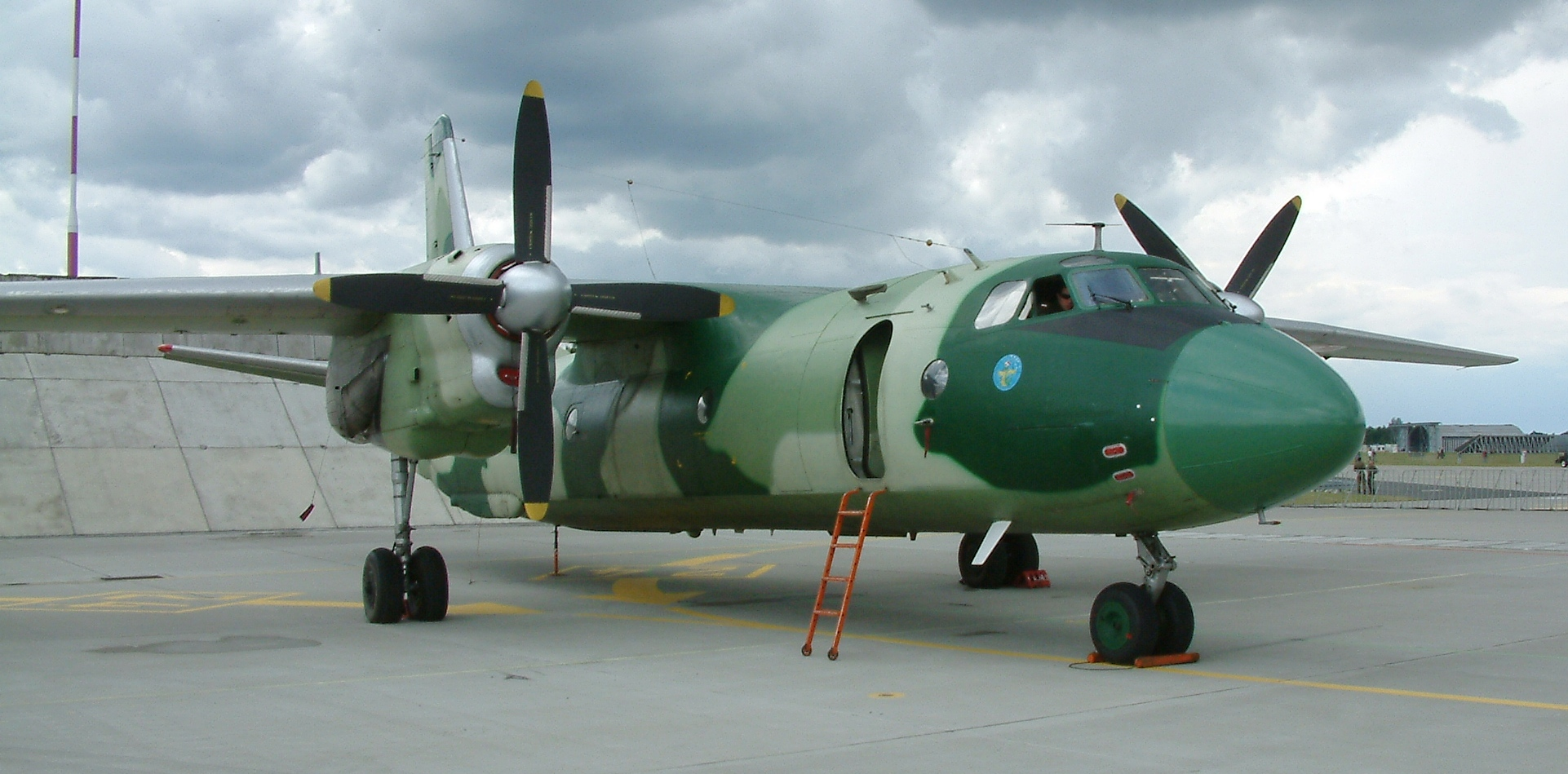
ポーランド空軍のAn-26

1968年-1986年の間にキエフとウラン・ウデの工場において1,398機のAn-26各派生型が製造された。（この他、ライセンス生産ではないAn-26の無断コピーが中国で製造された。）
これらの内420機が輸出に供され、アンゴラに24機、アフガニスタンに56機、バングラデシュに4機、ベナンに2機、ブルガリアに5機、ハンガリーに10機、ベトナムに50機、ドイツ民主共和国（東ドイツ）に12機、インド、イラクに2機、イエメン人民民主共和国（南イエメン）に8機、中国に54機、キューバに51機、ラオスに5機、リビアに30機、マダガスカルに3機、マリ共和国に2機、モザンビークに8機、モンゴルに8機、ニカラグアに5機、カーボベルデに2機、ペルーに16機、ポーランドに7機、ルーマニアに14機、シリアに6機、ソマリアに2機、チェコスロバキアに6機、エチオピア、ユーゴスラビアに15機が輸出された。この他、2機のAn-26がパレスチナ自治政府に供給された。
東ドイツ空軍のAn-26は、東西ドイツの統合に伴いドイツ連邦共和国のドイツ空軍に編入され、1994年まで運用された。何機かのAn-26がドイツ各地の博物館で展示されている。チェコスロバキアの崩壊ののち、チェコスロバキア空軍の保有したAn-26はそれぞれチェコに4機、スロバキアに2機という比率で分割された。ユーゴスラビアのAn-26は、連邦崩壊後クロアチアとセルビア・モンテネグロ（独立時はユーゴスラビア、セルビアとモンテネグロの分裂後はセルビアが継承）に継承された。独立国家共同体では、ロシア連邦、ウクライナ、ベラルーシ、カザフスタン、ウズベキスタンの各軍でAn-26が運用されており、加えて106機が航空会社で運航されている。
しかしながら、経年による機体の老朽化のため、退役も進んでいる。世界では1,168機のAn-26が運用されていたが、2006年8月時点では民間のみではあるが267機に減少している。ただし、運用会社は多岐にわたっており、2006年の時点で106社がAn-26を運行していた。

### ソ連における運用
An-26は、ソ連空軍の軍事学校や軍事輸送航空部隊、防空軍の補助単位部隊、海軍全艦隊の海軍航空隊、国境軍と内務省管轄の国内軍で使用された。ソ連軍のAn-26は、アフガン戦争に投入された。第50独立混成航空連隊のAn-26は、軍部隊や軍事物資、傷病者の輸送に従事し、遠距離にある駐屯部隊の支援を行った。また、4発の500kg爆弾を搭載して爆撃機としても使用された。
民間のAn-26は、ソ連における全民間航空局で使用された。北部や極東ではAn-26は商用貨物の他、乗客の輸送も行った。アルハンゲリスク民間航空局では、北極探索のためにAn-26が使用された。
An-26は、さまざまな調査のための試験機としても使用された。1971年には、耐氷装置の試験に使用された。1971年-1972年にかけては、未舗装滑走路における負担過重と振動に関する試験に使用された。1972年にはまた、爆撃兵装の試験も行われた。1975年には、パラシュート物資投下システムPGS-200が試験された、An-26Pは、1991年にシベリアにて森林火災の消火活動を行った。
An-26は、各国で開催された航空サロンに出展されている。主なものは、1969年と1971年のル・ブルジェ空港におけるパリ航空ショーと、1972年の名古屋における航空ショーが挙げられる。1991年には、An-26は3つの世界記録を打ち立てている。
1991年のソビエト連邦の崩壊後は、独立した各国で運用が継続されている。特に多数のAn-26を運用しているのは、ロシア連邦軍、ウクライナ軍、カザフスタン共和国軍などである。ウクライナでは2010年まで運用する予定である。また、ANTK アントーノウでは後継機としてAn-140TやAn-140-100を開発している。

### 実戦
An-26は、ソ連のアフガン侵攻以外でも世界各地でさまざまな戦争や紛争に投入されている。
ソマリアのAn-26は、エチオピアとの紛争に投入された。リビアは、チャドとの戦争にAn-26を投入した。ベトナムはカンボジアとの戦争でAn-26を使用した。ペルーは、エクアドルとの紛争にAn-26を投入した。この他、アンゴラ、アフガニスタン、モザンビーク、ニカラグア、エチオピアのAn-26が国内の反抗勢力との内紛で使用されている。これらの戦線において、An-26はいずれの場合も爆撃機として使用されている。
一方、An-26は数々の国連平和維持活動でも使用されている。国連機として、An-26はユーゴスラビア、アンゴラ、コンゴ民主共和国、ソマリア、西サハラに展開した。ロシア空軍のAn-26はタジキスタンやチェチェン共和国との紛争に投入された。その中で、何機かのAn-26がジョハール・ドゥダーエフ将軍の下、アゼルバイジャンからの軍事物資輸送に使用されている。
また、近年はアメリカ特殊作戦軍でも使用されているが、公式な名称は特に与えられていない模様。

### 近代化
ANTK アントーノフでは、An-24やその発展型であるAn-30と併せてAn-26に関するいくつかの近代化改修案を提示している。その近代化改修は、最大離陸重量を必要に応じて700kg、1,000kg、あるいは2,000kg増加させること、国際路線での使用のための装備の追加、空中衝突警告装置の追加、地上電波自動飛行制御装置の追加の4つを主眼としている。これらに加え、An-26とAn-30では旅客機への改修も提案されており、必要に応じて43席あるいは34席の客席をもつ旅客機へ改修できる。また、貨客機や郵便機、要人機への改修案も示されている。また、An-26へは外付け式の追加燃料タンクも提案されている。

### 構造
An-26の機体構造は全金属製で、胴体は半モノコック構造となっている。
主翼は、安定性に優れ、また、主翼に装備するエンジンへの異物の吸い込みの危険性も低い高翼式を採用している。主翼形状は、ケーソン・台形型と呼ばれる。主翼構造は、エンジン取り付け部を境に内側が後退角なしで前縁と後縁が並行になっている通常翼、外側がより前後幅の狭く、後縁が若干前へ傾き、前縁は後退角をもったテーパー翼となっている。高揚力装置は、主翼内側部分では反れて開くシングルスロッテッドフラップ、外側部分では引き出し式のダブルファウラーフラップとふたつに分割された補助翼を備えている。
降着装置KT-157は、引き込み式の三車輪式（前輪式）である。機首に前輪、主翼下面エンジン部分に主輪を格納する。
基本型An-26の主要動力機関は、アカデミー会員O・H・イーウチェンコ記念プロフレース・ザポリージャ機械製作設計局（イーウチェンコ＝プロフレース）製のAI-24VT ターボプロップエンジン2基を搭載している。これには4枚羽式のAV-72T プロペラが装備される。これに加え、出力900kgのターボジェットエンジンRU-19A-300が1基、補助動力機関として右側主要動力機関ゴンドラに搭載されている。
貨物室には、積載用クレーンの梁と機内繋留用の設備が装備されている。さらに、左右の舷側には降下兵用の折り畳み式座席が備え付けられている。この他、1,000kgまでの爆弾や機上無線標識を吊り下げるため、ハードポイントに2-4基のパイロンVDZ-34を装備できる。

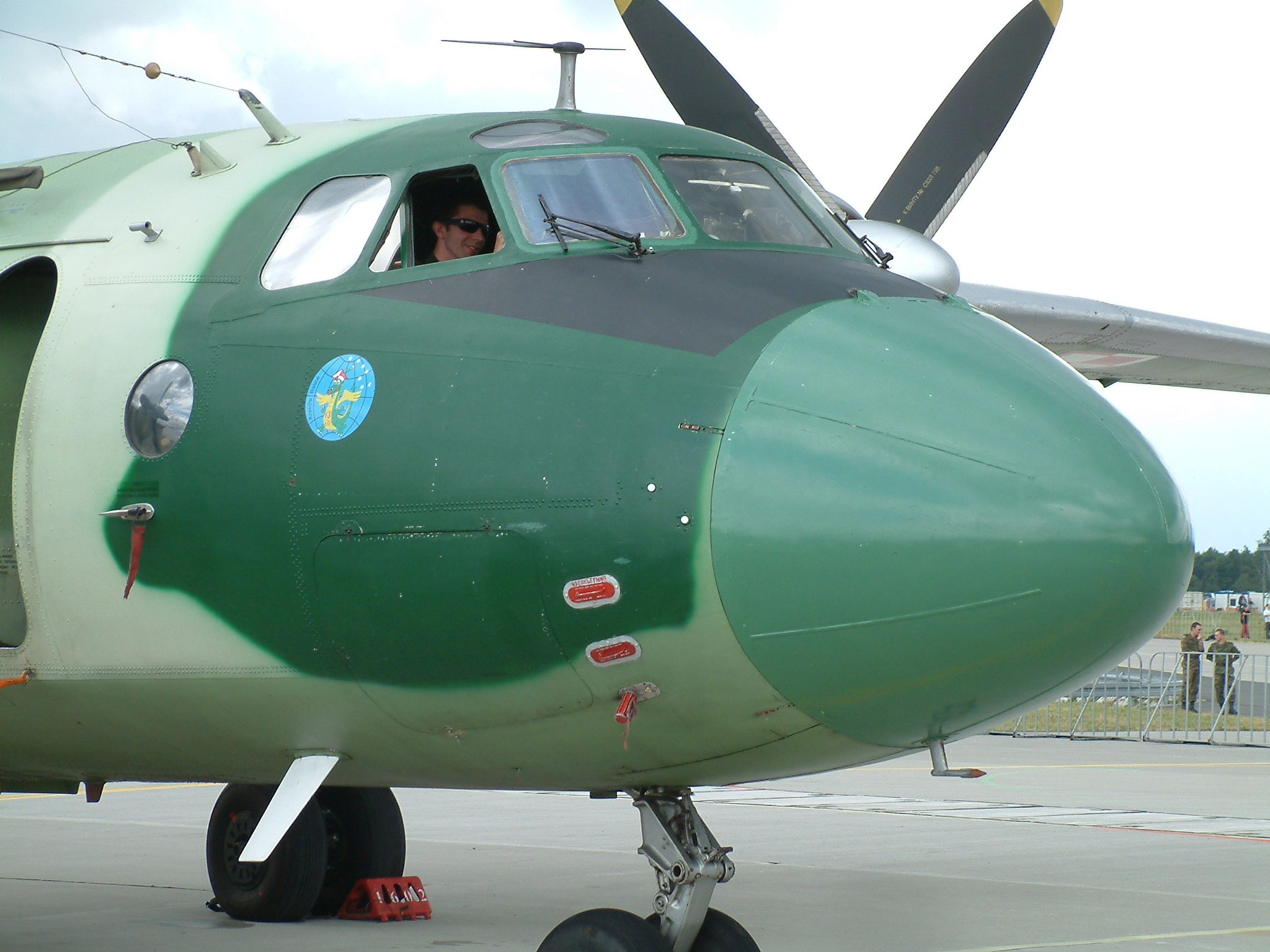
An-26の機首部分
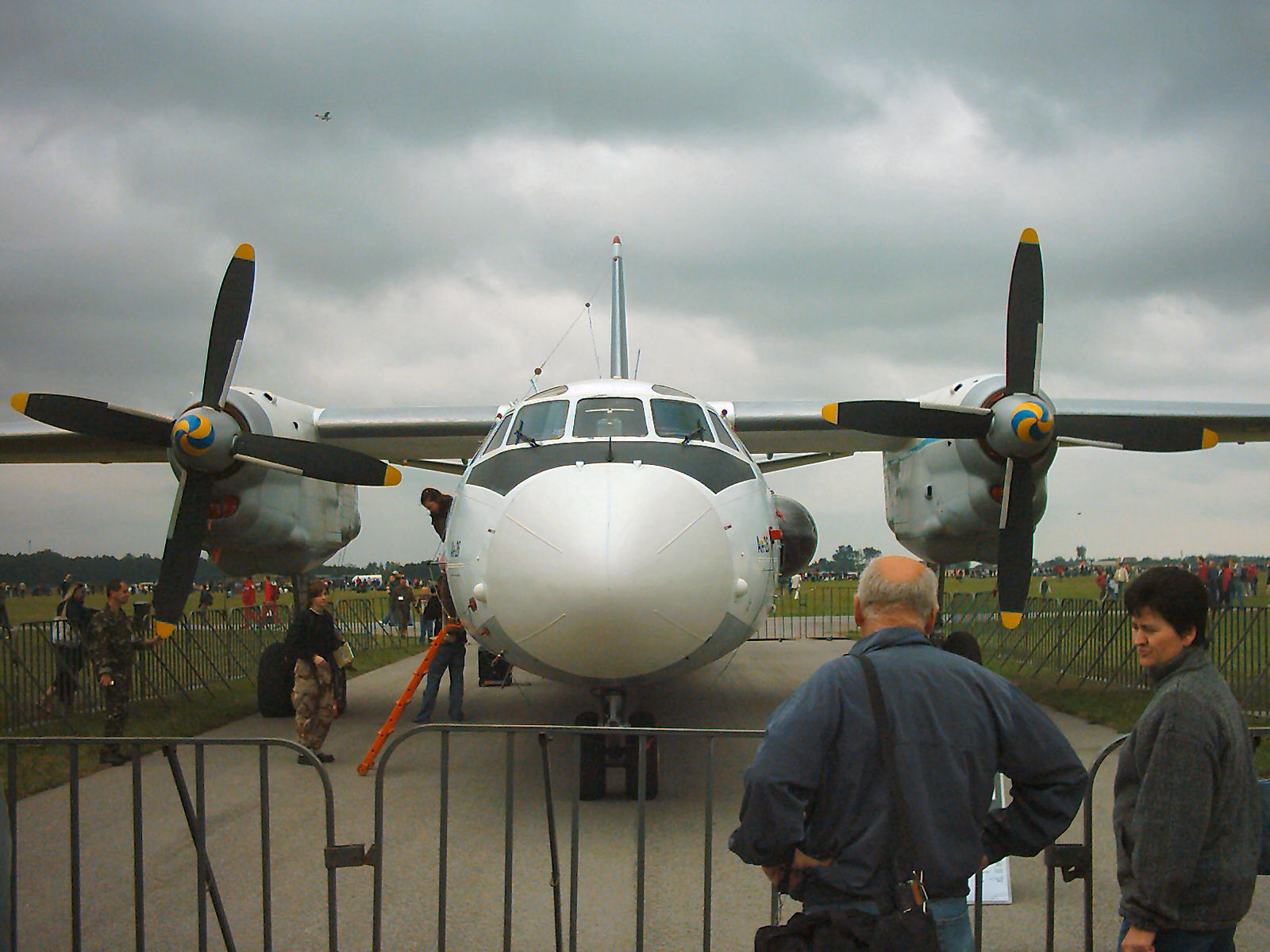
An-26 ヴィータの正面
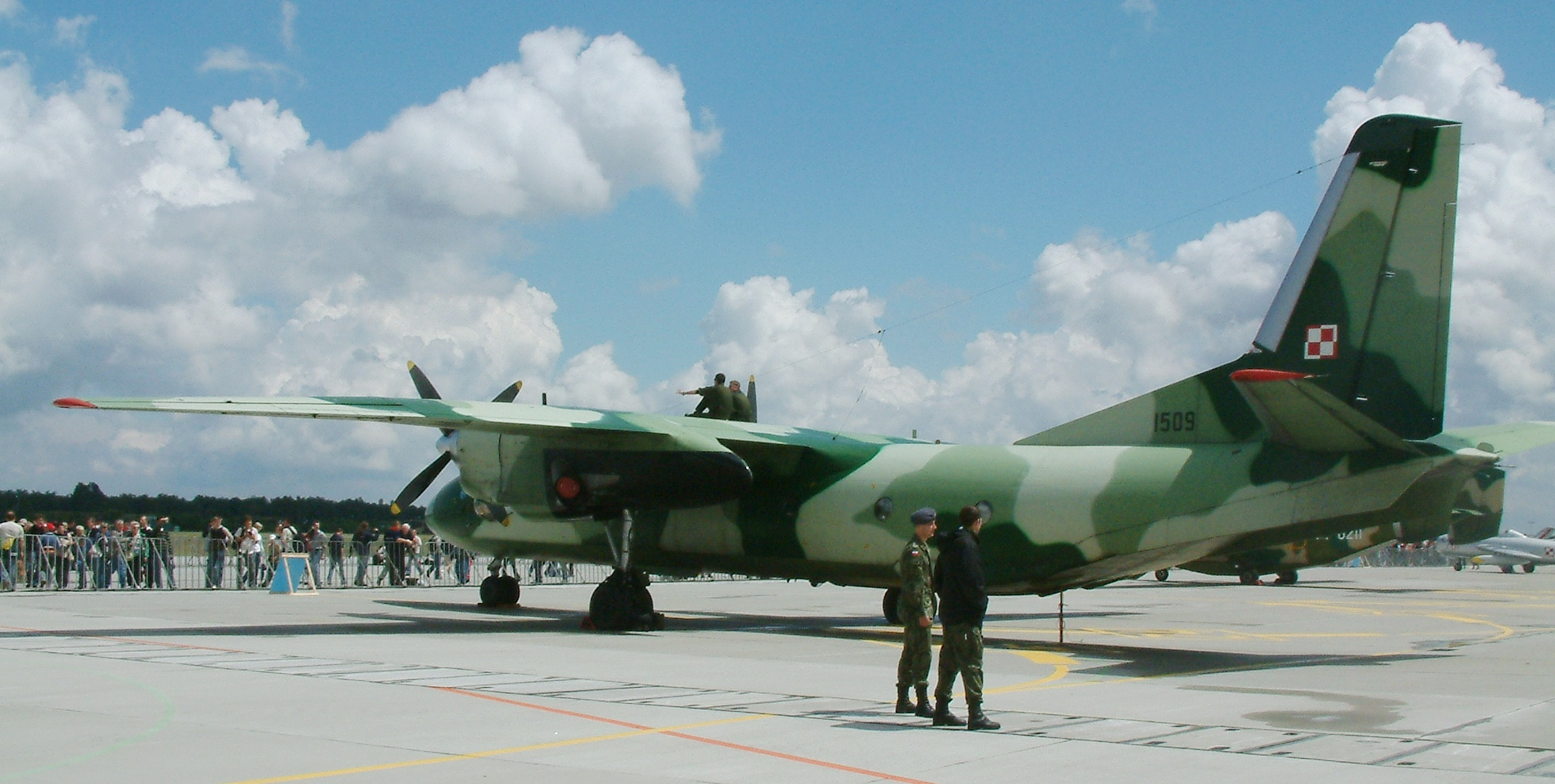
後方から見たAn-26
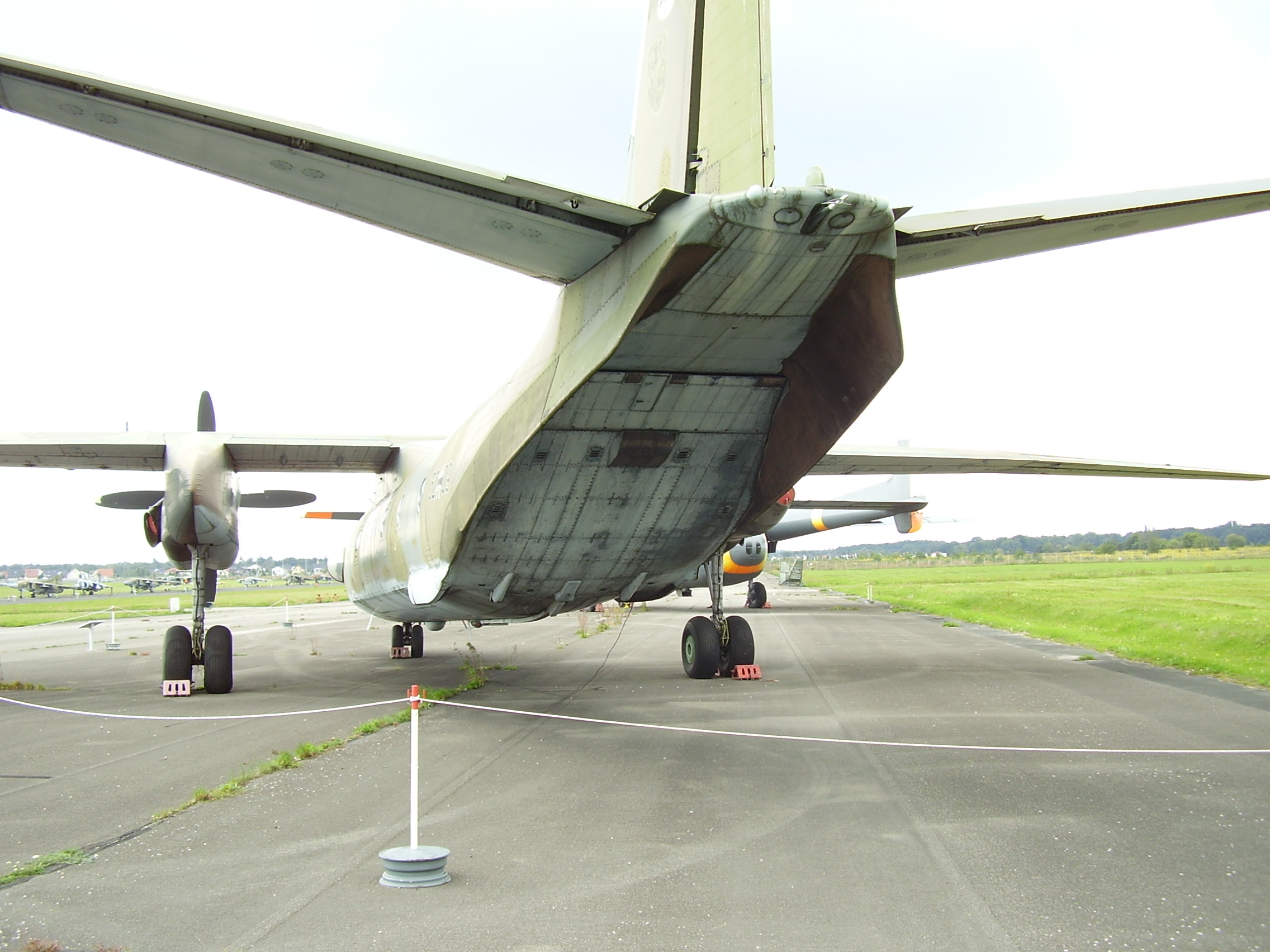
An-26の尾部貨物扉部
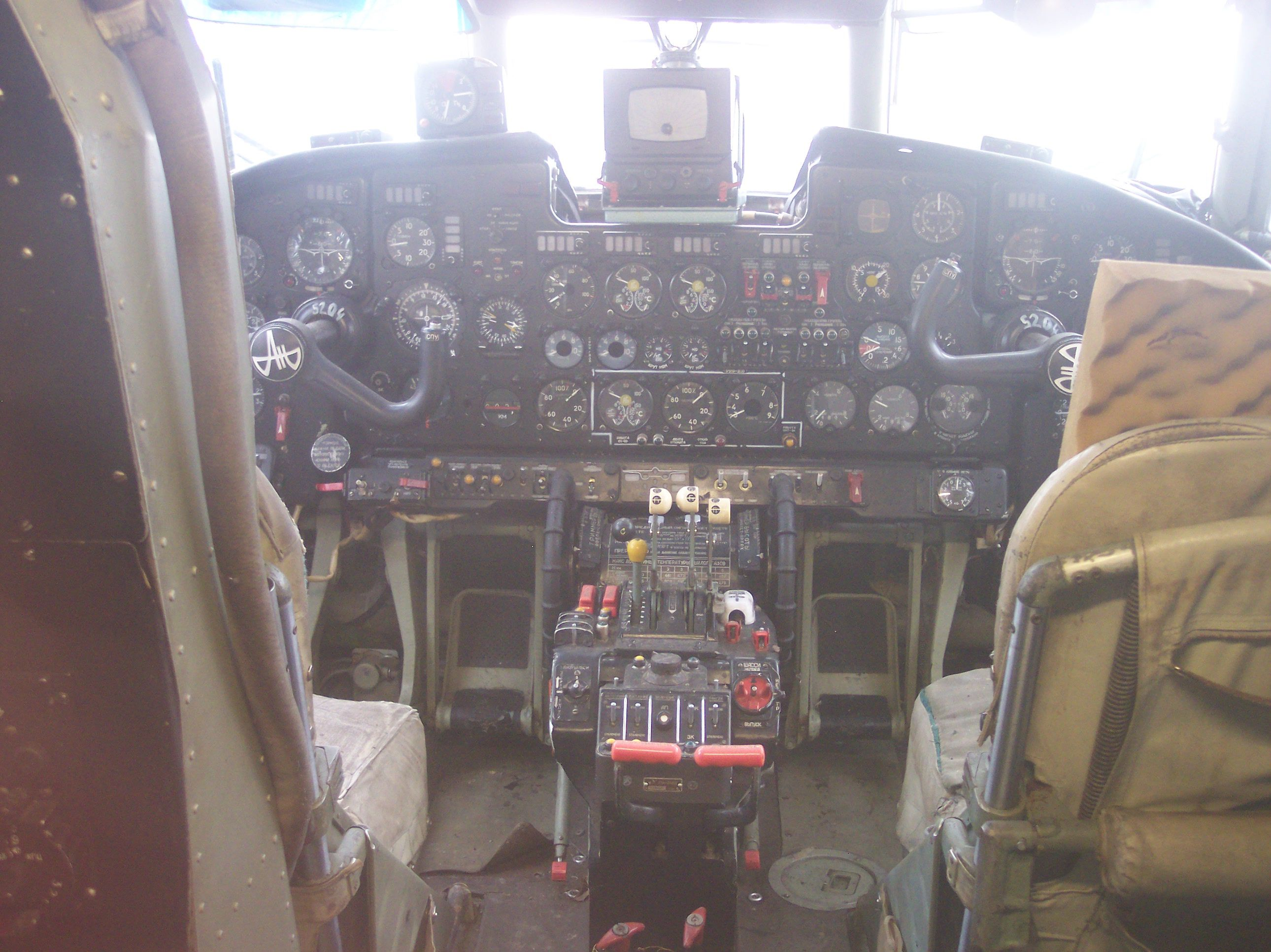
An-26の操縦席
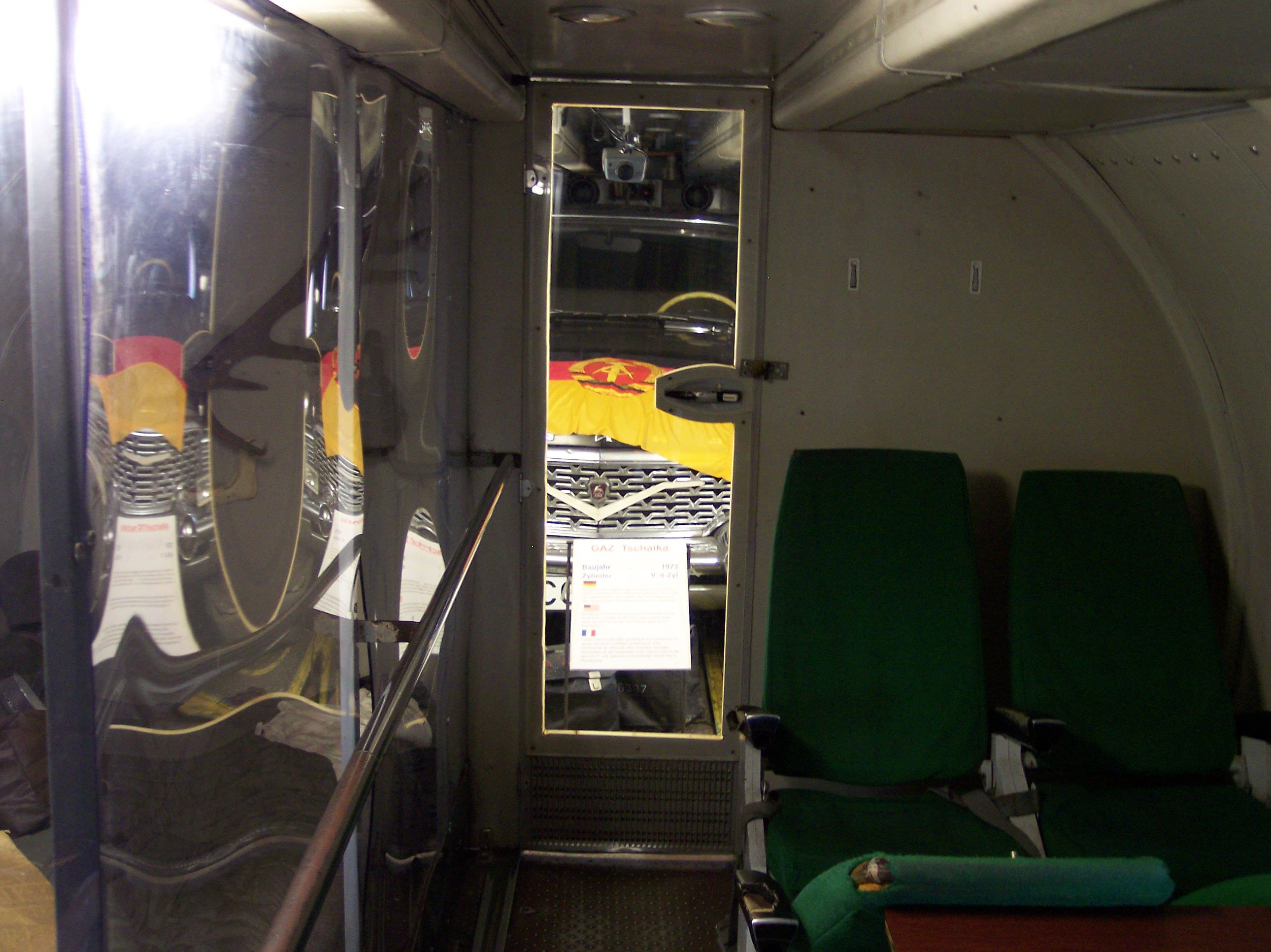
An-26の客室
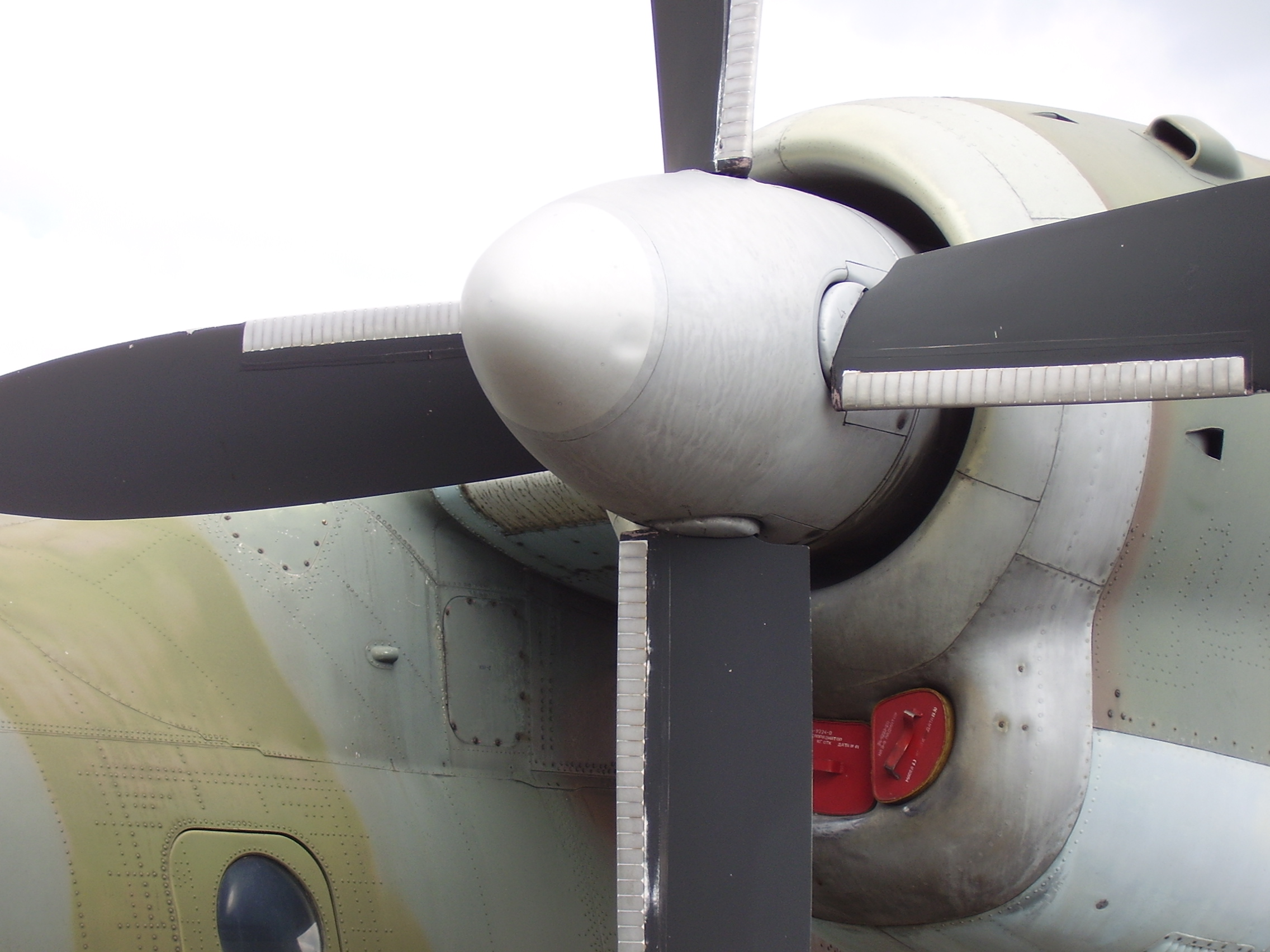
An-26のエンジン
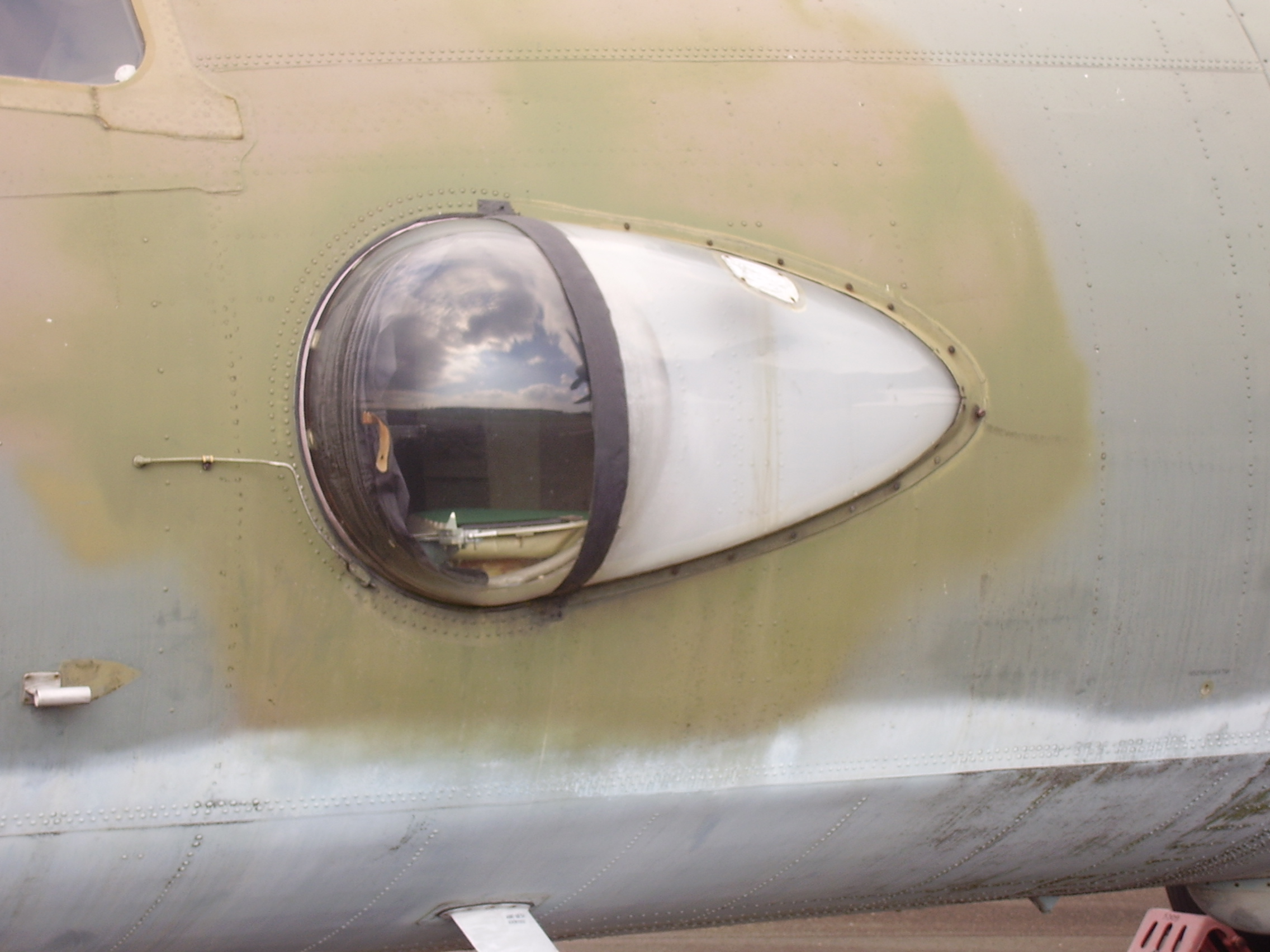
An-26の観測窓

## 派生型
An-26/Ан-26
基本型となった多用途輸送機。1968年より量産された。NATOコードネームでは、「カールA」（"Curl-A"）と呼ばれた。
An-26/Ан-26
司令部専用機。輸送機型と異なり、ファーストクラス12席から成る旅客スペースを有した。
An-26 ヴィータ/Ан-26 "Віта"
「空中救急車」として使用される医療輸送機。愛称はウクライナ語で「枝」のこと。ソ連時代に開発されたAn-26M スパサーテリより装備品が簡略化されている。機内には5名の傷病者を寝かした状態で収納でき、加えて1つのベッドはより高度な内科治療や外科治療のために使用できる。2001年に1機がウクライナ空軍の軍医療センターに配備された。
An-26 ネーリマ/Ан-26 "Нельма"
流氷観測機。「ネーリマ」コンプレックスを搭載した。1990年にキエフ航空機製造連合（KiAPO）で1機が製造された。愛称は海水魚の一種の名に由来する。
An-26 ポゴーダ/Ан-26 "Погода"
積乱雲観測機。基本型とは搭載機器が異なる。1988年、KiAPOにて1機が製作された。愛称はロシア語で「天気」のこと。前年に飛行したAn-26B ツィクローンのデータを補足するために開発された。
An-26 スタンダールト/Ан-26 "Стандарт" - An-26KPA カリブローフシチク/Ан-26КПА "Калибровщик"
飛行場の航空無線機器の点検用航空機。1986年に完成され、合わせて20機が製造された。「スタンダールト」は「スタンダード」、「カリブローフシチク」は「測定目盛り」のこと。ソビエト連邦の崩壊後はベラルーシ空軍及び防空軍の他、現在、ウクライナ空軍やウクライナの国営企業ウクルアエロルーフで運用中。一部は飛行場設備の近代化に合わせて搭載装備の改修を受けている。
An-26 スフェーラ/Ан-26 "Сфера"
大気の物理的特性の研究のために開発された機体。1991年にウクライナ国立学士院向けに1機が改修された。愛称は「球面」の意味。
An-26-100/Ан-26-100
旅客機。照明付きの43人乗りの旅客室を備えた。1999年からキエフ、ロストーフ＝ナ＝ドヌー、イルクーツクの航空機修理工場にて貨物機型のAn-26から改修が開始された。
An-26A/Ан-26А
着陸乗降型輸送機。降下兵部隊用の装備や操縦席のキューポラ型側窓を持たない。1971年に1機が製造された。
An-26B/Ан-26Б
コンテナ輸送用に開発された民間貨物機。積み降ろし用および繋留用の機上機材や電子装備、自動操縦装置が異なる。また、操縦席のキューポラ型側窓は装備していない。1980年に完成され、この年から1985年までの間に116機が製造された。
An-26B ツィクローン/Ан-26Б "Циклон"
積乱雲との戦いのために開発されたAn-26Bの派生型。ヨウ化銀や炭酸粒子の噴霧器ASO-2Iを装備する。1987年にKiAPOにて1機が改修された。
An-26B-100/Ан-26Б-100 - An-26-100/Ан-26-100
旅客機。An-26およびAn-26Bの発展型で、1999年に初飛行を行った。43名の乗客を乗せて2,000kmを飛行できる。
An-26D/Ан-26Д
航続距離を3,600kmに向上した機体。「D」は「長距離の」（Дальній）を意味する。2基の1,500l機外増加燃料タンクを装備し、航続距離は3,600kmとなった。このプランは1995年にロシア空軍向けに完成され、1996年には1機がKiAPOにて実際に製作された。
An-26K/Ан-26К
試験機。照準装置「カーイラ」（"Кайра"）のために製作された。
An-26LL/Ан-26ЛЛ
飛行研究所（летающая лаборатория）。数年度に亙り複数機においてさまざまな搭載機器が試験された。
An-26M スパサーテリ/Ан-26М "Спасатель"
蘇生・外科医学救急機。外科および内科治療のための専用室を備え、左側の自動ゴンドラ用の補助動力装置TA-9を有する。1977年に2機が製造された。愛称の「スパサーテリ」は「救助者」の意味。
An-26P/Ан-26П
消防機。「P」は「消防の」（Пожраный）を意味する。機体外部に合計2,000lの容積のある消火液用放水装置を装備する。レニングラード林業大学で開発され、1987年に5機が製造された。1991年に1機がアルハンゲリスクに配備され、シベリア方面での森林火災の消火活動に投入された。しかしながら、経済事情の悪化により1990年代中盤には運用が停止された。キエフの「アヴィアーント」でも同じ機体が製造され、こちらは他の消防機のための試験機として使用された。その結果、発展型のAn-32Pが実用化され、量産されている。
An-26 プロジェークトル/Ан-26П "Прожектор"
レーザー照準装置の試験機。高精度ミサイルおよび誘導爆弾のためのパイロンを有する。1973年に製造された。
An-26RL/Ан-26РЛ
氷上偵察機。流氷観測用のカメラや追加キューポラなど専用装備を搭載した。1987年、KiAPOにて1機が製作された。
An-26RT/Ан-26РТ
中継機。電波中継装置「インジール」を搭載する。1972年-1973年にかけて開発された。
An-26RT/Ан-26РТ - An-26RTR/Ан-26РТР - An-26RR/Ан-26РР
電波偵察機。専用の電子戦装備が搭載された。イヴァーノヴォの第308航空機修理工場で42機が改修された。NATOコードネームでは、「カールB」（"Curl-B"）と呼ばれた。
An-26REP/Ан-26РЭП
電子戦機。赤外線妨害物ASO-2I-Ye7Rを使用するアクティブ妨害装置SPS-151とSPS-153を搭載した。1974年に1機が製造された。
An-26S/Ан-26С
「S」は「サロン」（салон）を意味する。特別な騒音除去装置を搭載している。1997年に開発された。
An-26Sh/Ан-26Ш
操縦士のための練習機。「Sh」は「操縦士の」（Штурманский）を意味する。10席の受講者用座席を備える。1972年-1973年にかけて36機が製造された。
An-32/Ан-32
高山地帯用輸送機。AI-20D エンジンを搭載した。1977年に初飛行し、337機が製造された。
Y-7H/运-7H - Y-14-100/运-14-100
中国で製造されたAn-26の名称。
Y-7H-500/运-7H-500
中国で製造された民間向け貨物機。1992年に完成された。西安飛機工業公司で製造されている。

## 諸元・性能
出典: deagel.com (2011年12月17日). “An-26” (英語). 2011年12月25日閲覧。
諸元
- 乗員: 2名
- 定員: 兵員50名/空挺部隊42名/担架に載せた傷病者24名
- ペイロード: 5,500 kg (12,100 lb)
- 全長: 23.8 m (78 ft 1 in)
- 全高: 8.57 m (28 ft 1 in)
- 翼幅: 29.2 m (95 ft 10 in)
- 翼面積: 75 m2 (810 sq ft)
- 空虚重量: 15,400 kg (34,000 lb)
- 最大離陸重量: 24,400 kg (53,800 lb)
- 動力:
  - MNPK ソユースRU-19A-300 ターボジェットエンジン、7.85kN × 1
  - イーウチェンコ＝プロフレースAI-24VT ターボプロップエンジン、2,820馬力 × 2

性能
- 最大速度: 540 km/h (290 kn)
- 巡航速度: 440 km/h (240 kn)
- 航続距離:

- 最大積載時：1,100 km (590 nmi)
- 最大燃料時：2,550 km (1,380 nmi)

- 実用上昇限度: 7,500 m (24,600 ft)
- 離陸滑走距離: 1,240 m (4,070 ft)
- 着陸滑走距離: 730 m (2,400 ft)

|                  | C-1                                                  | G.222                                    | C-27J                                                      | C-295                                                         | An-26                               | An-72                                   |
| ---------------- | ---------------------------------------------------- | ---------------------------------------- | ---------------------------------------------------------- | ------------------------------------------------------------- | ----------------------------------- | --------------------------------------- |
| 画像             |                                                      |                                          |                                                            |                                                               |                                     |                                         |
| 乗員             | 5名                                                  | 4名                                      | 3名                                                        | 2名                                                           | 5名                                 | 3 - 5名                                 |
| 全長             | 29.0 m                                               | 22.7 m                                   | 22.7 m                                                     | 24.50 m                                                       | 23.80 m                             | 28.07 m                                 |
| 全幅             | 30.6 m                                               | 28.7 m                                   | 28.7 m                                                     | 25.81 m                                                       | 29.20 m                             | 31.89 m                                 |
| 全高             | 9.99 m                                               | 9.8 m                                    | 9.8 m                                                      | 8.60 m                                                        | 8.58 m                              | 8.65 m                                  |
| 空虚重量         | 23,320 kg                                            | 14,590 kg                                | 17,000 kg                                                  | 11,000 kg                                                     | 15,200 kg                           | 19,050 kg                               |
| 最大離陸重量     | 45,000 kg                                            | 28,000 kg                                | 30,500 kg                                                  | 23,200 kg                                                     | 24,000 kg                           | 34,500 kg                               |
| 最大積載量       | 11,900 kg                                            | 9,000 kg                                 | 11,500 kg                                                  | 9,250 kg                                                      | 5,500 kg                            | 10,000 kg                               |
| 発動機           | P&W JT8D ×2                                          | GE T64-GE-P4D ×2                         | RR AE 2100-D2A ×2                                          | P&Wカナダ PW127G ×2                                           | プログレス AI-24VT ×2               | プログレス D-36 ×2                      |
| 発動機           | ターボファン                                         | ターボプロップ                           | ターボプロップ                                             | ターボプロップ                                                | ターボプロップ                      | ターボファン                            |
| 巡航速度         | 650 km/h                                             | 439 km/h                                 | 583 km/h                                                   | 480 km/h                                                      | 440 km/h                            | 600 km/h                                |
| 航続距離         | - 0 t / 2,400 km - 6.5 t / 2,185 km - 8 t / 1,500 km | - フェリー時 / 4,633 km - 9 t / 1,371 km | - フェリー時 / 5,926 km - 6 t / 4,260 km - 11 t / 1,852 km | - フェリー時 / 5,220 km - 4.5 t / 4,300 km - 9.2 t / 1,445 km | - 0 t / 2,550 km - 5.5 t / 1,100 km | - フェリー時 / 4,800 km - 10 t / 800 km |
| 最短離陸滑走距離 | 460 m                                                | 662 m                                    | 580 m                                                      | 670 m                                                         | 1,240 m                             | 400 m                                   |
| 初飛行           | 1970年                                               | 1970年                                   | 1999年                                                     | 1997年                                                        | 1969年                              | 1977年                                  |
| 運用状況         | 退役                                                 | 現役                                     | 現役                                                       | 現役                                                          | 現役                                | 現役                                    |

## 運用者
An-26およびその各派生型の運用者。中国製の機体を含む。

### 民間
ソ連
アエロフロート・ソ連航空
 ロシア連邦
アエロフロート・ロシア航空
アエロフロート・ノルト
アトラン貨物航空
アルロサ・アヴィア
アンガラー航空
イジャーヴィア
キーロフ航空
クルィロー航空
サハリン航空
ダリアヴィア
チュヴァーシヤ航空
チュコート・アヴィア
トムスク・アヴィア
プスコヴァヴィア
ペトロパーヴロフスク・カムチャーツキイ航空
ペルミ航空
ポーリュス航空
ヤクーツク航空
ヤマール航空
S7航空
 ウクライナ
アヴィアーント
アヴィア・ピーヴァ
アエロ・チャーター航空
O・K・アントーノウ記念航空科学技術複合体（ANTK アントーノウ）
ウクライナ・エア・アライアンス
ウクライナ・カーゴ航空
ウクライナ航空
ウクルアエロルーフ
エア・ウルガ
エア・ハルキウ
エア・ボヨーマ
クリミア・エア
ドニプロアヴィア
ポジーリャ・アヴィア
ホルルィーツャ航空
メリジアン
ARP 410航空
 ベラルーシ
ベラーヴィヤ
 モルドバ
アエリアン・トゥルM
アエロコム
ペコトックス・エア
 アゼルバイジャン
アザル貨物航空
アゼルバイジャン航空
 タジキスタン
タジキスタン航空
 トルクメニスタン
トルクメニスタン航空
 キルギス
キルギスタン航空
 エストニア
エアエスト
 リトアニア
アヴィアヴィルサ
フライ・ラル
 ラトビア
RAFアヴィア
 ルーマニア
イオン・ツィリアク航空
ロマヴィア
 ブルガリア
スコルピオン航空
 スウェーデン  デンマーク  ノルウェー
SASカーゴ・グループ（スカンジナビア航空の貨物部門）
 ベルギー
DHLアビエーション（DHLの貨物部門）
 ニカラグア
アエロニカ
 キューバ
アエロガビオータ
アエロ・カリビアン・カーゴ
クバーナ航空
 ペルー
アエロ・コンドル
スターペルー航空
 カナダ
スカイリンク・アヴィエーション
 ジブチ
エア・ジブチ
 ケニア
748エア・サービス
 スーダン
アッザ輸送
エア・ウェスト
バドル航空
 ギニア
ギニア・エアサービス
 コンゴ民主共和国
アゲフレコ・エア
アフリカ航空会社
アフリカ・ワン
エア・カサイ
ギャラクシー・コーポレーション
フライト・エクスプレス
マリフト・エア
 モザンビーク
LAMモザンビーク航空
 リビア
リビア・アラブ貨物航空
リビア航空
 リベリア
リベリア航空
 アフガニスタン
アリアナ・アフガン航空
 シリア
シリア航空
 アラブ首長国連邦
エア・セス
 パキスタン
アスカリ・アヴィエーション
 バングラデシュ
ビスミラフ航空
 ラオス
ラオス国営航空
 フィリピン
モスフィル・アエロ
 モンゴル
MIAT モンゴル国営航空
 中国
西安飛機工業公司
中国聯合航空

### 軍用

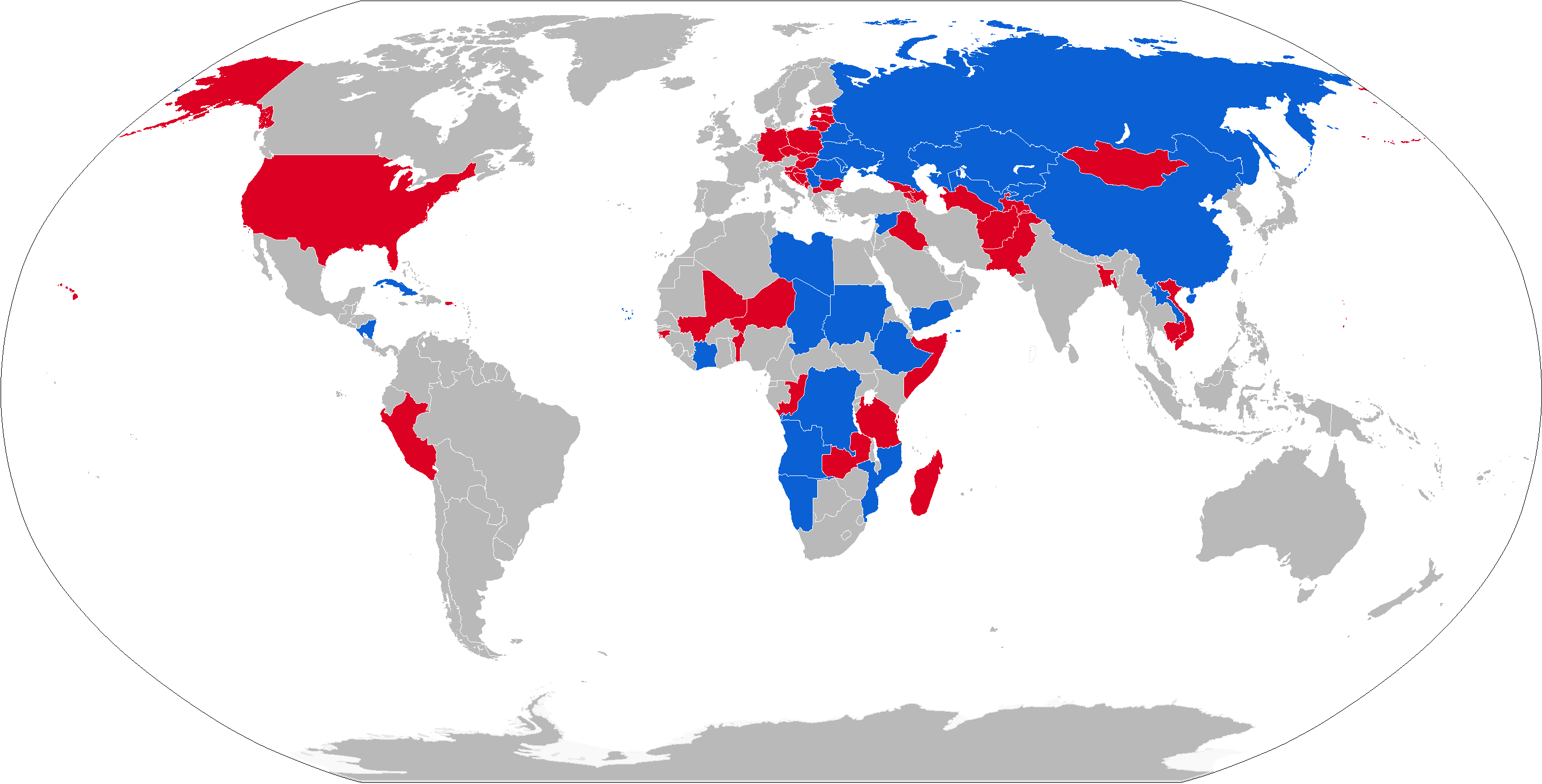
An-26の運用国

ソ連
空軍
防空軍
海軍（海軍航空隊）
国境軍
国内軍
 ロシア連邦
空軍
海軍(海軍航空隊)
非常事態省
国境軍
国内軍
 ウクライナ
空軍
海軍(海軍航空隊)
国家国境庁
非常事態省
 ベラルーシ
空軍及び防空軍
 キルギス
空軍 - 2023年時点で、2機のAn-26を保有している。
 モルドバ
空軍 - 2011年時点で、1機のAn-26を保有していた。退役済み。
 ポーランド
空軍
 リトアニア
空軍
 ラトビア
空軍
 アフガニスタン
空軍 - 56機
 アンゴラ
空軍 - 24機
 バングラデシュ
空軍 - 4機
 ベナン
空軍 - 2機
 ブルガリア
空軍 - 退役済み。
 ハンガリー
空軍 - 10機
 ベトナム
空軍 - 50機
 ドイツ民主共和国
航空軍 - 12機
 ドイツ連邦共和国
空軍
 インド
空軍
 中国
空軍
海軍
 アメリカ合衆国
空軍特殊作戦コマンド
 イラク
空軍 - 2機
 イエメン人民民主共和国
空軍 - 8機
 イエメン共和国
空軍 - 5機
 シリア
空軍 - 6機
 パレスチナ
自治政府 - 2機
 キューバ
空軍 - 51機
 ラオス
空軍 - 5機
 リビア
空軍 - 30機
 マダガスカル
空軍 - 2023年時点で、1機のAn-26を保有している。
 マリ共和国
空軍 - 2機
 モザンビーク
空軍 - 8機
 モンゴル
空軍 - 8機
 ニカラグア
空軍 - 5機
 カーボベルデ
沿岸警備隊 - 2機
 ペルー
空軍 - 16機
 チェコスロバキア
空軍 - 6機
 チェコ
空軍 - 4機
 スロバキア
空軍 - 2機
 ポーランド
空軍 - 7機
 ルーマニア
空軍 - 14機
 ユーゴスラビア
空軍及び防空軍 - 15機
 セルビア・モンテネグロ
空軍及び防空軍
 セルビア
空軍及び防空軍
 クロアチア
空軍及び防空軍
 ソマリア
空軍 - 2機
 エチオピア
空軍
 パキスタン
空軍
 カザフスタン
防空軍 - 2023年時点で、6機のAn-26を保有。
 トルクメニスタン
空軍 - 2024年時点で、1機のAn-26を保有。
 ウズベキスタン
空軍 - 2023年時点で、2機のAn-26を保有。
 チャド
空軍
 コンゴ共和国
空軍 - 1機
 コンゴ民主共和国
空軍 - 1機
 ギニアビサウ
空軍 - 退役
 北朝鮮
空軍
 ニジェール
空軍

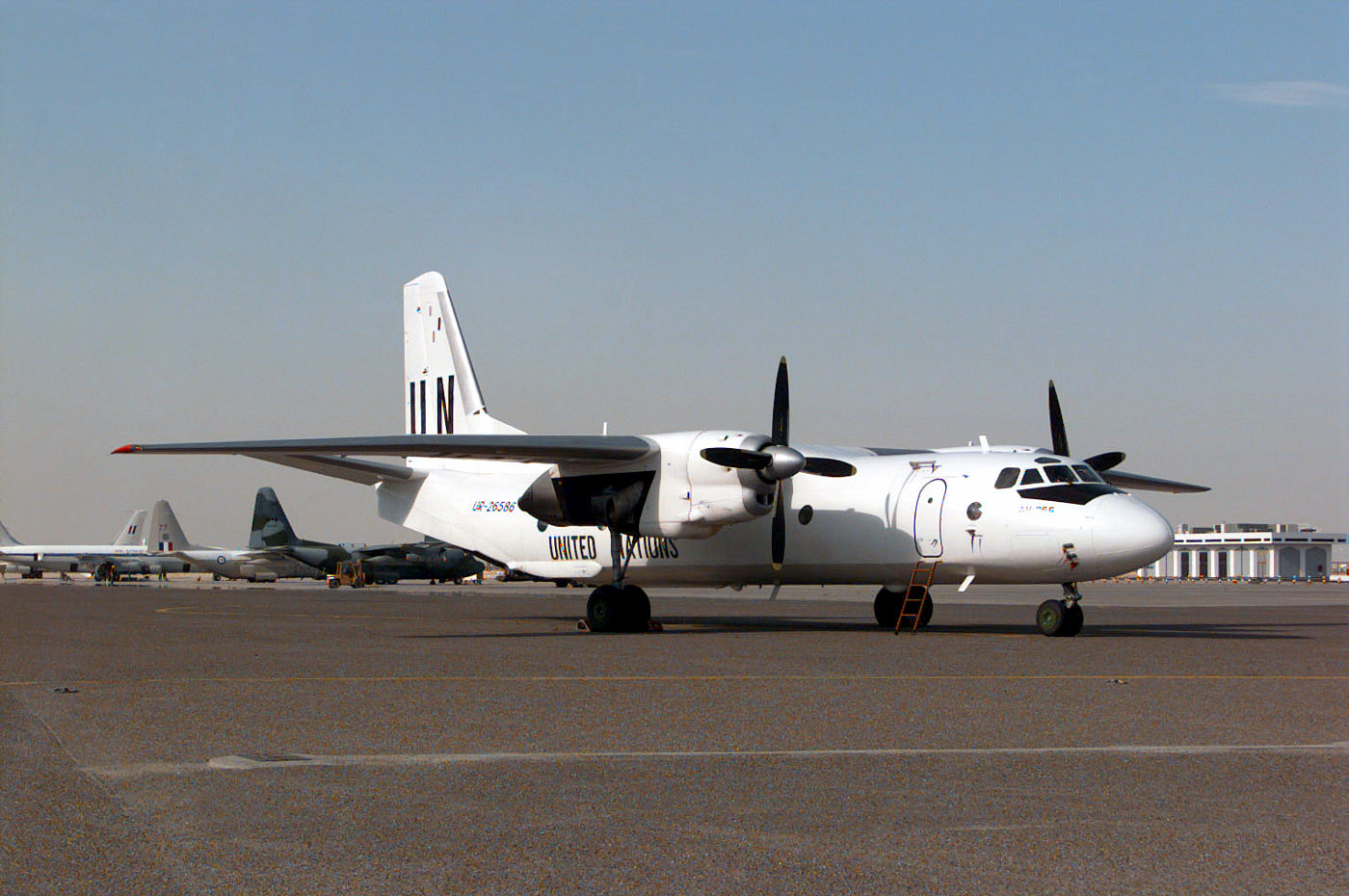
国際連合のAn-26B（ウクライナ籍）
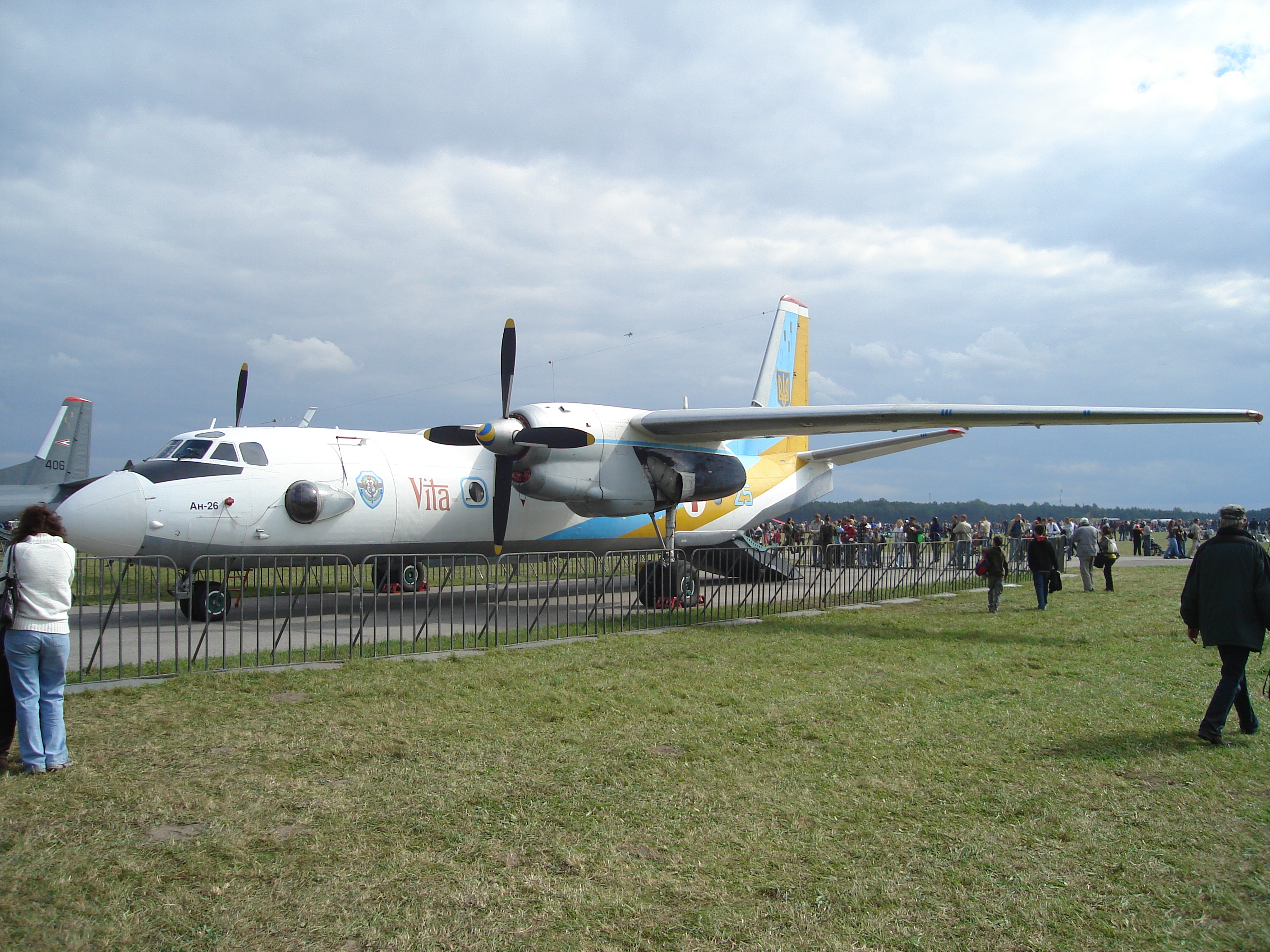
ウクライナ空軍のAn-26 ヴィータ
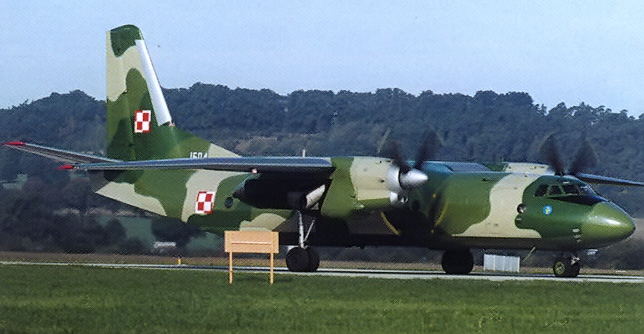
ポーランド空軍のAn-26
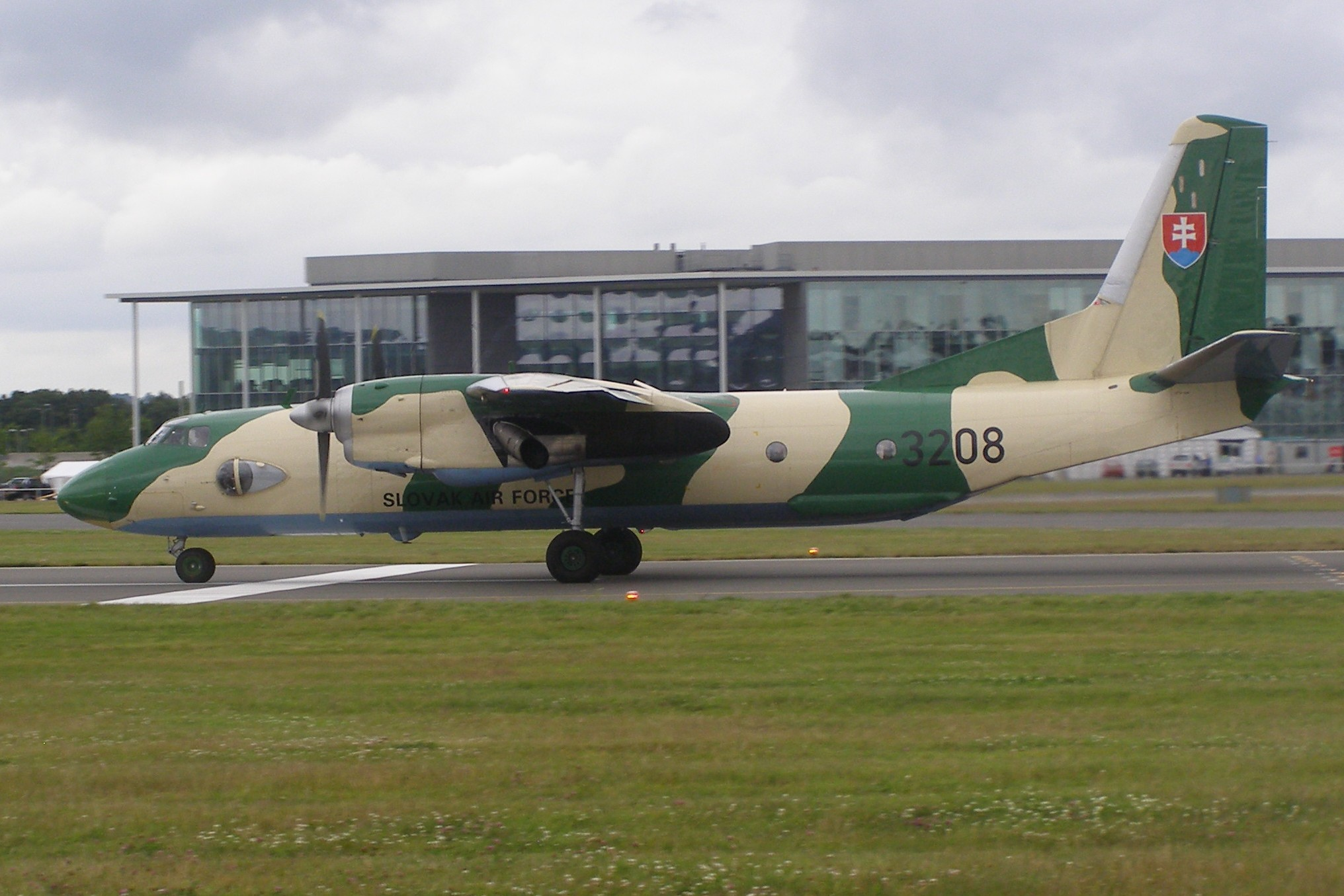
スロバキア空軍のAn-26
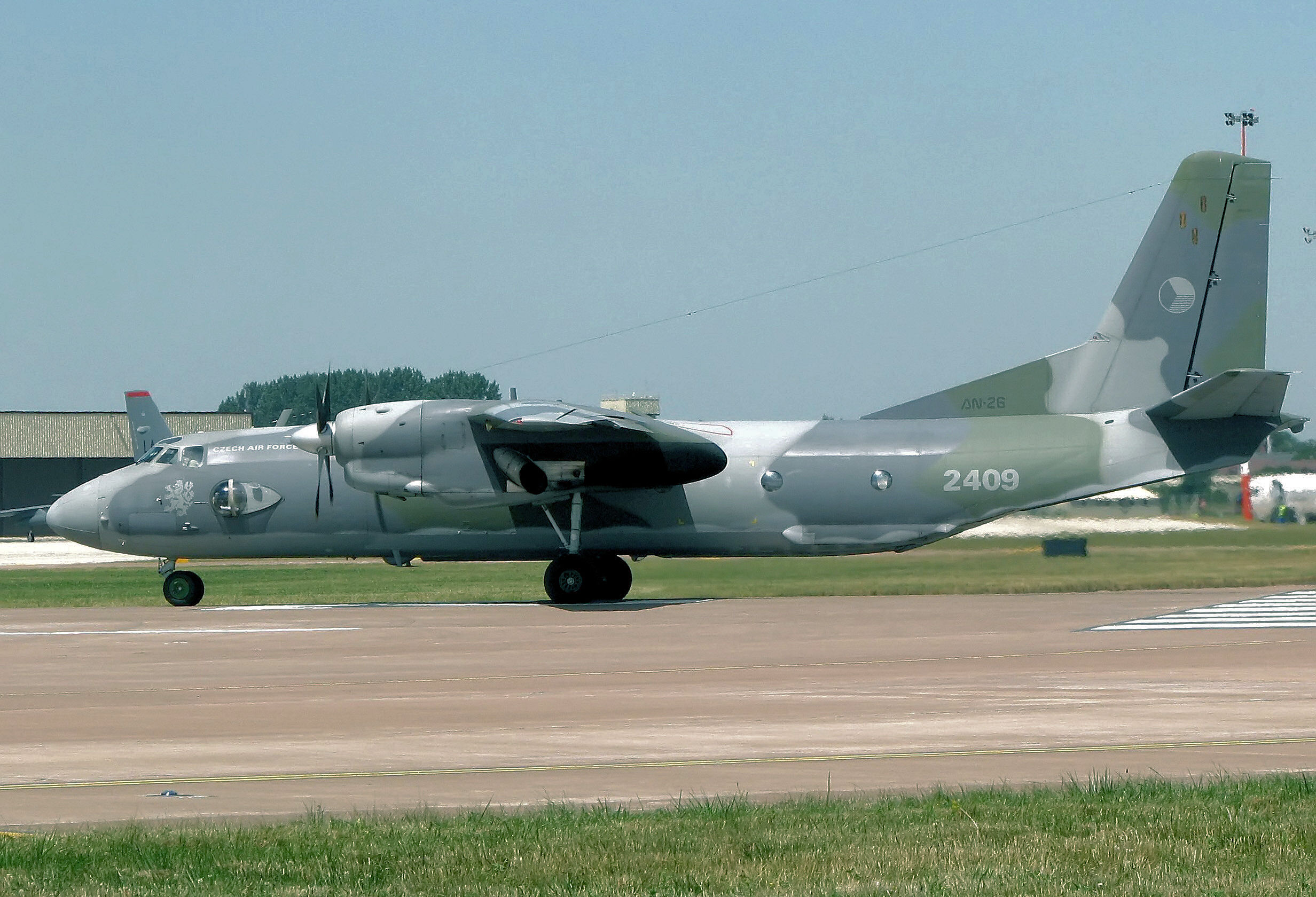
チェコ空軍のAn-26
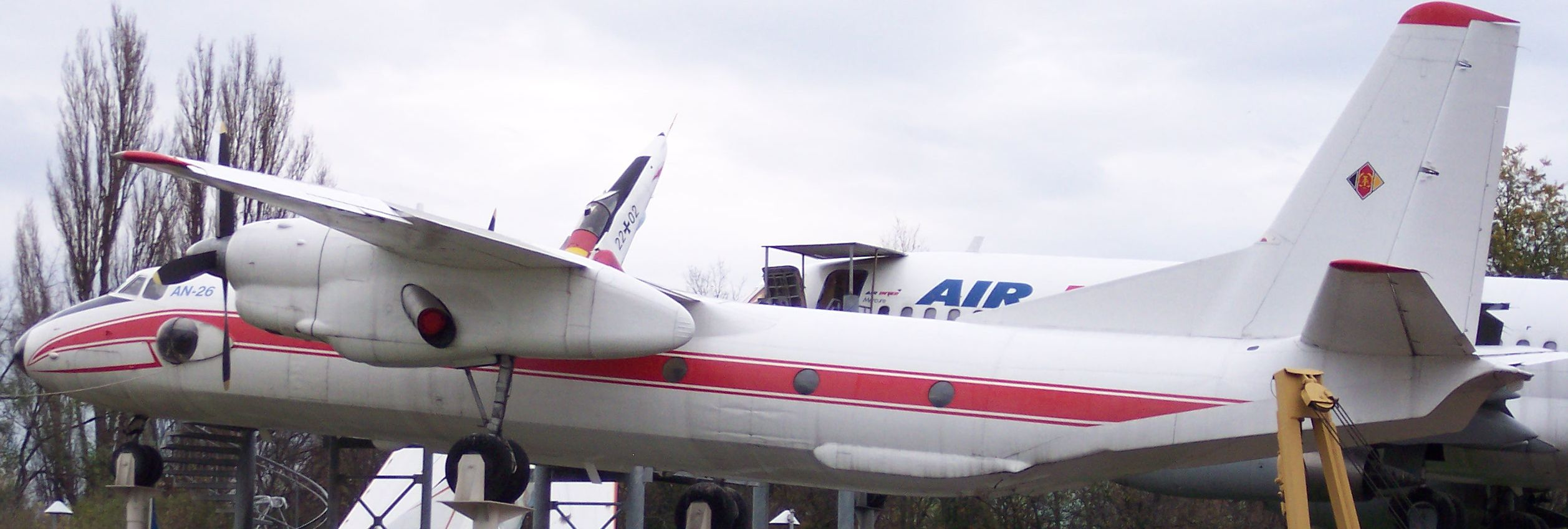
東ドイツ空軍で運用されたAn-26
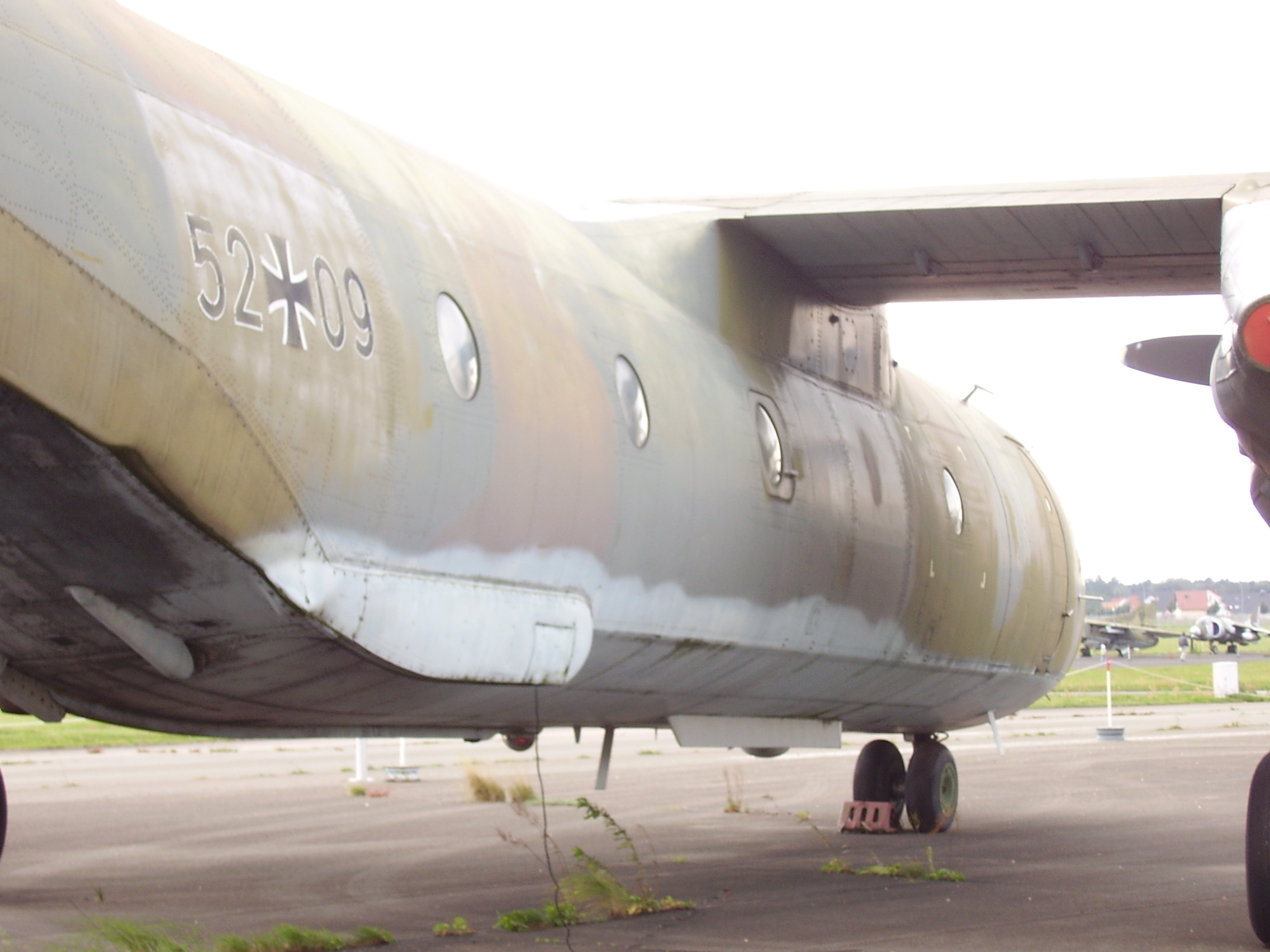
ドイツ空軍で運用されたAn-26
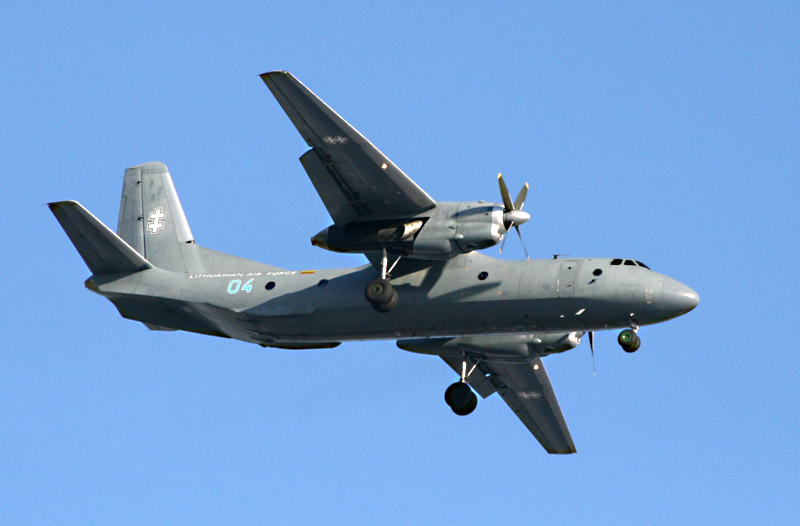
リトアニア空軍のAn-26
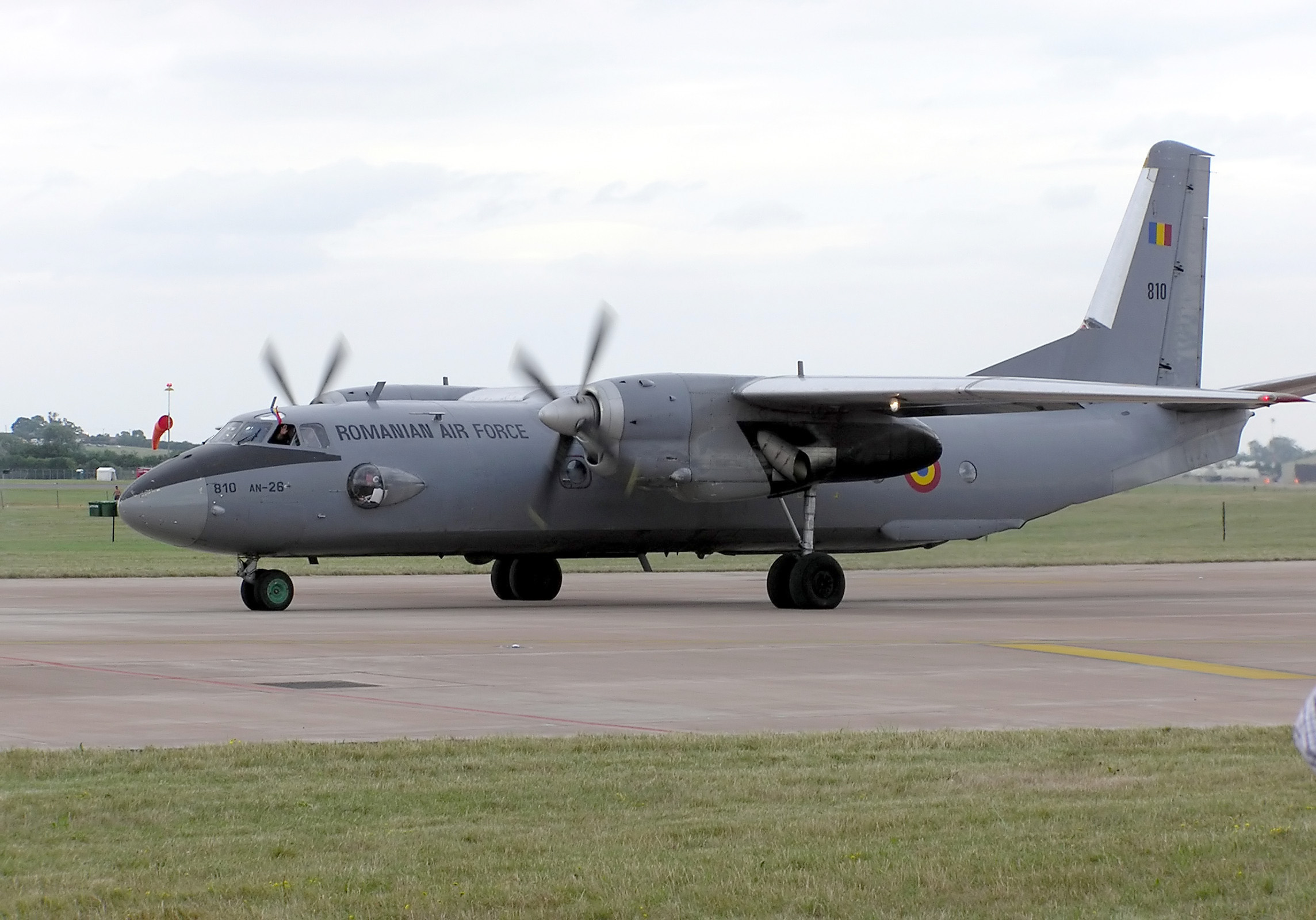
ルーマニア空軍のAn-26
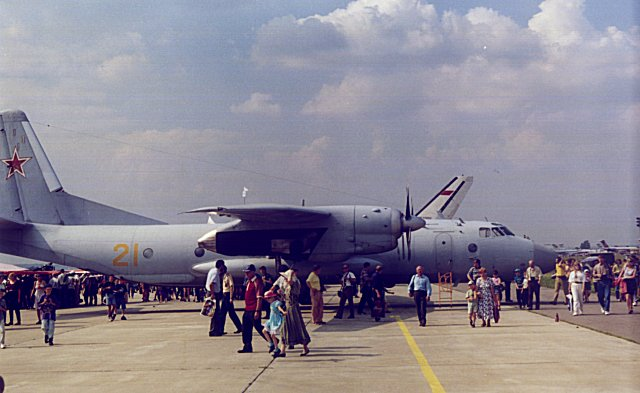
ロシア空軍のAn-26
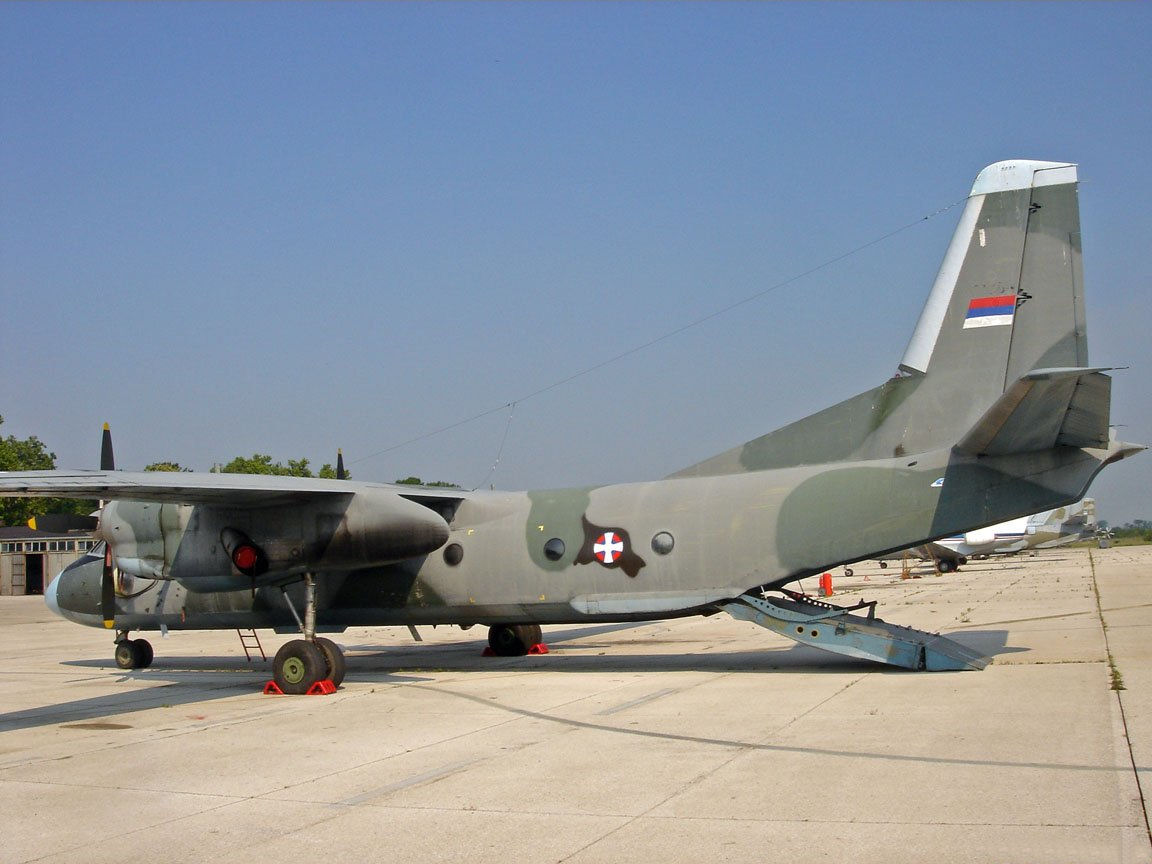
セルビア空軍のAn-26
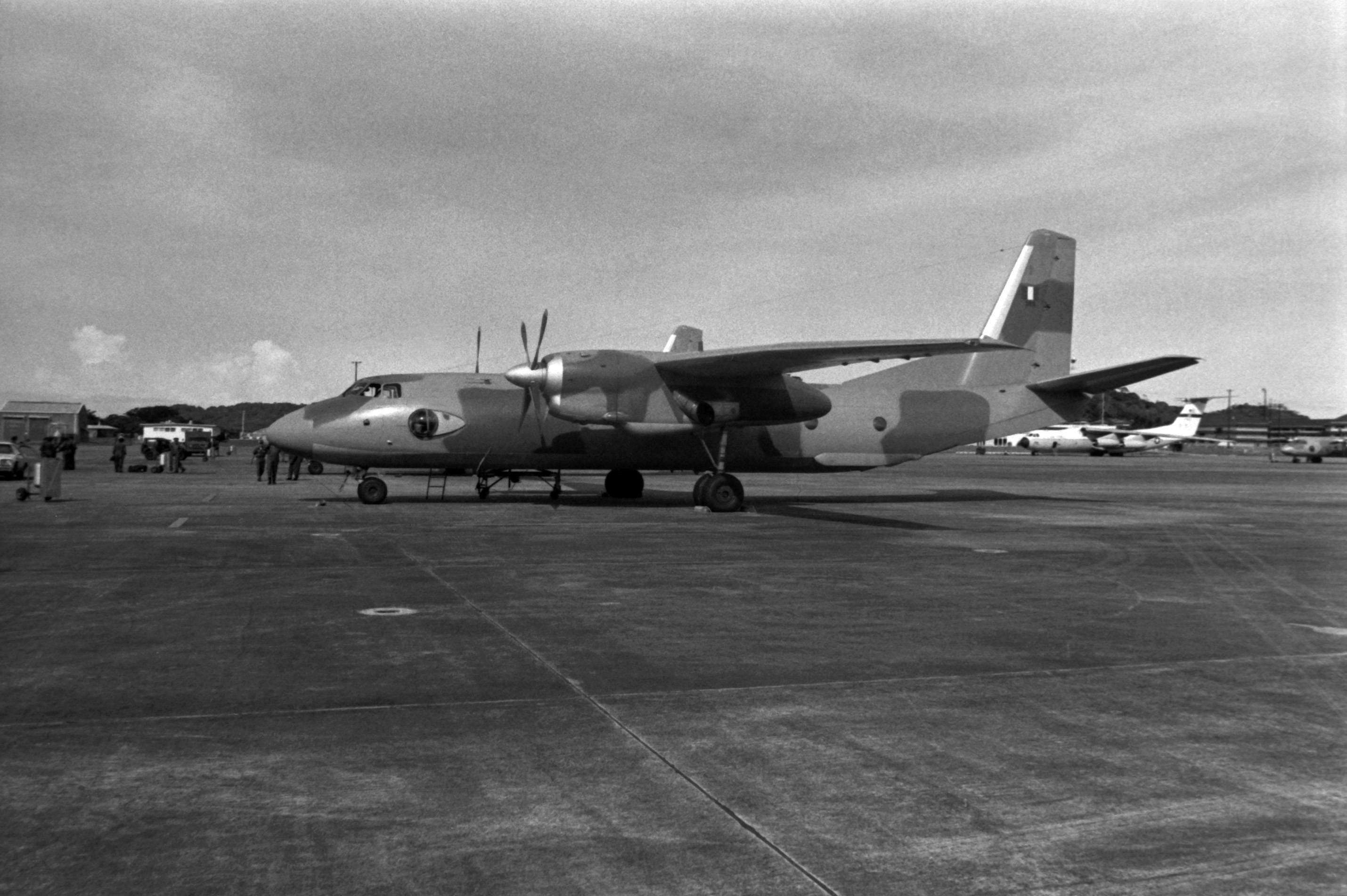
ペルー空軍のAn-26
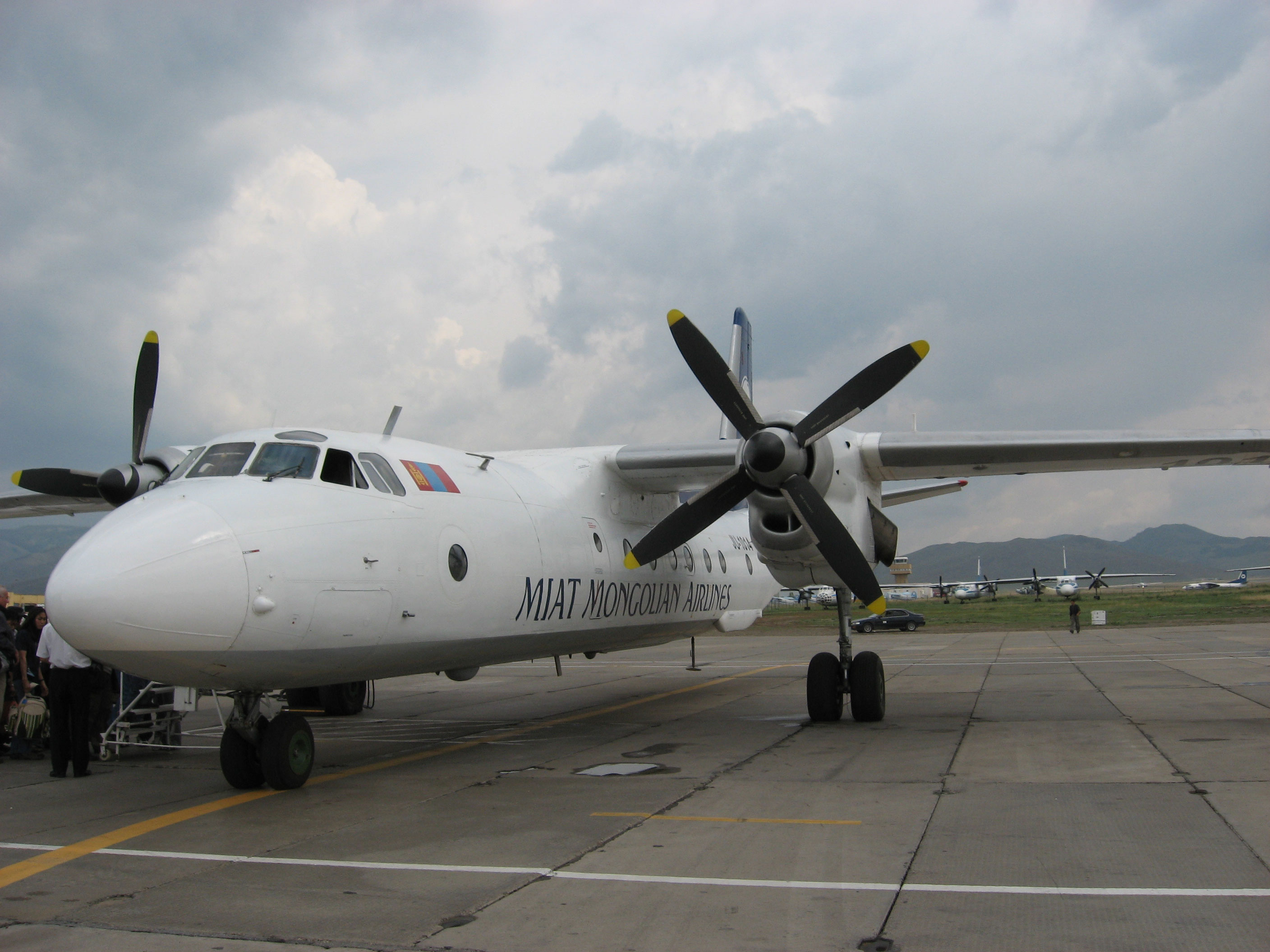
チンギスハーン国際空港で撮影されたMIAT モンゴル国営航空のAn-26B